# Файт Бах
Вижте пояснителната страница за други личности с името Бах.
Файт Бах (на немски: Veit Bach, починал преди 1578 г. в Унгария) е мелничар и хлебар, известен като родоначалник на рода, от който произхожда композиторът Йохан Себастиан Бах и считан за най-значимата музикална фамилия в западната музикална история. Файтовият син Йоханес Бах (ок. 1550 г. – 1626 г.) е дядо на Йохан Амброзиус Бах, който е баща на Й. С. Бах, т.е. родоначалникът се пада прапрадядо на композитора.
Бягайки от религиозни гонения в Унгария (или може би съвременна Словакия), тъй като е протестант, той отива във Вехмар, село в Германия в провинция Тюрингия. Потомците му живеят там, докато дядото на Й. С. Бах Кристоф Бах не се мести в Ерфурт, за да заеме поста на градски музикант (Stadtpfeifer).